# Jean-François Barthès
Jean-François Régis Barthès (Graulhet, 31 agosto 1790 – 26 gennaio 1861) è stato un gesuita francese, fondatore della congregazione delle Suore di Nostra Signora della Compassione di Marsiglia.

## Biografia
Secondo dei quattro figli dei proprietari terrieri Jean-Pierre Barthès e Raymonde Boussinac.
Venne ordinato sacerdote nel 1814 e nel 1817 si unì al noviziato gesuita di Montrouge, dove rimase per un anno. Aggiunse Régis al suo nome di battesimo e si trasferì ad Amiens, dove gli fu affidata la direzione del seminario minore di Saint-Joseph de Blamont. Nel 1828 pronunciò i voti perpetui e il voto di obbedienza al papa.
Dal 1836 fu il direttore spirituale del noviziato di Avignone e, alla fine del 1839, del noviziato di Aix. Tuttavia, in seguito a un episodio che lo contrappose al sindaco riguardo la riapertura della cappella di San Luigi, chiese le dimissioni e fu trasferito a Marsiglia. 
Tra i suoi progetti c'era la protezione delle giovani che arrivavano in città per lavorare come domestiche e nel giugno del 1843 fondò le Suore di Nostra Signora della Compassione per scopi caritatevoli. Barthès aprì anche una scuola diurna, un collegio per ragazze e una casa di riposo per anziani.
Morì il 26 gennaio 1861 e fu tumulato nel parco della casa madre della congregazione da lui fondata.